# پیمان برادری
در صدر اسلام، پیمان برادری یا عقد اخوت (به عربی: مؤاخاة) عملی بود که برمبنای آن دو مرد با هم برادر می‌شدند.  مشهورترین مثال آن پیمان برادری میان مهاجرین و انصار توسط محمد پس از هجرت است. این پیمان ممکن است اندکی پس از رسیدن به مدینه برقرار شده‌باشد اما ابن اسحاق آن را اندکی قبل از جنگ بدر می‌داند. هرچند محمد بن حبیب بغدادی در المحبر پیمان برادری را به زمان محمد در مکه نیز نسبت می‌دهد. این روایت با روایت ابن اسحاق سازگار است که گفته‌است محمد علی بن ابی‌طالب را برادر خود و حمزه بن عبدالمطلب و زید بن حارثه را با یکدیگر و گروهی دیگر از مکیان را با یکدیگر برادر ساخت. مفاد پیمان برادری را «حمایت» و «ارث‌بردن» از یکدیگر ذکر کرده‌اند؛ اگرچه  گفته می‌شود ارث‌بردن توسط آیات انفال ۷۵ (یا احزاب ۶ یا نسا ۳۳) نسخ شده‌است.